# Pauanui
Pauanui ist ein kleiner Ort im Thames-Coromandel District der Region Waikato auf der Nordinsel von Neuseeland.

## Namensherkunft
Der Name des Ortes entstand aus der Zusammensetzung von „paua“ = Muschel oder Schalentier (Paua-Muscheln) und „nui“ = groß oder viele.

## Geographie
Der Ort befindet sich rund 32 km nordöstlich von Thames und rund 42 km nördlich von Waihi an der Ostküste der Coromandel Peninsula. Der Ort ist auf einer Landzunge an der Südseite der Mündung des Tairua Habour in den Pazifischen Ozean angelegt. Auf der Nordseite befindet sich der Ort Tairua.
Pauanui ist über eine Straße, die südlich des Tairua River parallel zum Fluss flussaufwärts verläuft, vom New Zealand State Highway 25 aus erreichbar und besitzt einen kleinen Flughafen, den Pauanui Beach Airport.

## Bevölkerung
Zum Zensus des Jahres 2013 zählte der Ort 750 Einwohner, 1,2 % mehr als zur Volkszählung im Jahr 2006.

## Tourismus
Der Ort wurde als eine Ferienhaussiedlung angelegt und verfügt neben einem rund 3 km langen Sandstrand über gute Möglichkeiten zum Baden, Surfen und zum Golf und Tennis spielen. Auch für andere Aktivitäten wie Wandern, Radfahren, Jagen und Kanufahren gibt es Angebote. Im Zentrum des Ortes befindet sich ein kleines Dienstleistungszentrum mit Supermarkt, Bibliothek, drei gastronomischen Einrichtungen, einer kleinen Kirche und einigen anderen Geschäften. In der Mitte der Landzunge liegen zwei Parks, der Kennedy Park und der Gallagher Park.